# Trumpizm

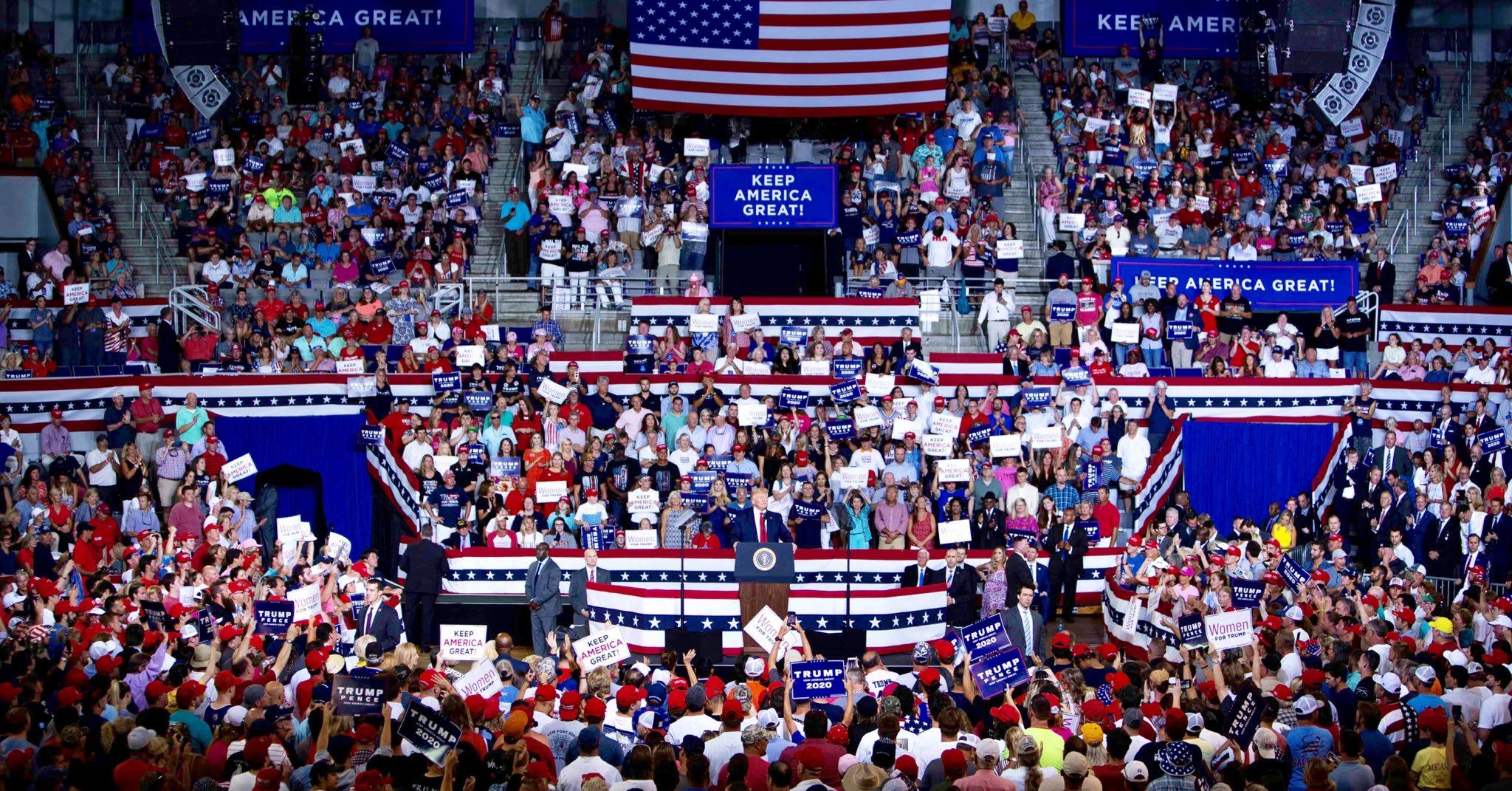
Donald Trump przemawiający na wiecu wyborczym (2019)

Trumpizm – ruch polityczny w Stanach Zjednoczonych, obejmujący ideologie polityczne związane z Donaldem Trumpem.  
Trumpizm pojawił się podczas kampanii Trumpa przed wyborami prezydenckimi w 2016. Ruch ten określano jako amerykańską odmianę polityczną skrajnej prawicy oraz nacjonalistyczno-populistycznego i neonacjonalistycznego nastawienia, widocznego w wielu krajach od końca lat 2010. Zwolennicy Trumpa stali się największą frakcją Partii Republikańskiej Stanów Zjednoczonych.
Niektórzy komentatorzy odrzucili populistyczne określenie trumpizmu i widzą w nim część trendu idącego w stronę nowej formy faszyzmu lub neofaszyzmu, przy czym niektórzy określają go jako wyraźnie faszystowski. Inni identyfikują go jako specyficzną, lekką wersję faszyzmu w Stanach Zjednoczonych. Niektórzy historycy piszą o niebezpieczeństwach bezpośrednich porównań z europejskimi reżimami faszystowskimi z lat 30. XX wieku, stwierdzając, że chociaż istnieją podobieństwa, istnieją również ważne różnice. Trumpizm przyrównano też do kultu jednostki.

## Retoryka
Retorykę Trumpa charakteryzują poglądy:
- antyimigracyjne[11],
- ksenofobiczne[12],
- natywistyczne[13],
- rasistowskie.

Zidentyfikowane aspekty obejmują poglądy, izolacjonistyczne, nacjonalistyczne, protekcjonistyczne, antyfeministyczne, anty-LGBT oraz typowe dla teorii spiskowych.
W artykule dla Routledge Handbook of Global Populism (2019) Olivier Jutel pisał:
„Donald Trump ujawnia, że różne wersje prawicowego amerykańskiego populizmu mają mniej wspólnego z programowym konserwatyzmem społecznym lub ekonomią libertariańską, a więcej z przyjemnością”.
Inni autorzy podręcznika Routledge Handbook of Populism zauważają, że przywódcy populistyczni, zamiast kierować się ideologią, są pragmatyczni i oportunistyczni w odniesieniu do tematów, idei i przekonań, które silnie rezonują z ich zwolennikami. Dane z sondaży wyborczych sugerują, że kampania odniosła sukces w mobilizacji niższej klasy robotniczej Europejczyków-Amerykanów, którzy doświadczają rosnących nierówności społecznych i którzy często deklarowali sprzeciw wobec amerykańskich partii politycznych. Ideologicznie trumpizm ma prawicowy akcent populistyczny.  
Nawiązując do populizmu Trumpa, socjolog Michael Kimmel stwierdził, że „nie jest to teoria [ani] ideologia, to emocja. A emocją tą jest święte oburzenie, że rząd nas oszukuje”. Kimmel zauważa, że „Trump jest interesującą postacią, ponieważ przekazuje całe to poczucie tego, co nazwałem „pokrzywdzonym uprawnieniem”, termin ten Kimmel definiuje jako „to poczucie, że korzyści, do których uważałeś, że ci się należą, zostały ci odebrane przez niewidzialne siły większe i potężniejsze. Czujesz się spadkobiercą wielkiej obietnicy, amerykańskiego snu, który stał się niemożliwą fantazją dla samych ludzi, którzy mieli go odziedziczyć”.